# Ван Хелден, Рейн
Рейн ван Хе́лден (нидерл. Rein Van Helden; род. 24 июля 2002, Генк, Фламандский регион) — бельгийский футболист, защитник клуба «Сент-Трюйден».

## Клубная карьера
Ван Хелден — воспитанник клубов «Генкер», «Генк» и «Сент-Трюйден». В 2022 году игрок был включён в заявку последних на сезон. Летом того же года ван Хелден на правах аренды перешёл в нидерландский «МВВ Маастрихт». В матче против АДО Ден Хааг он дебютировал в Эрестедивизи. 30 сентября в поединке против «Виллема» Рейн забил свой первый гол за «МВВ Маастрихт». По окончании аренды игрок вернулся в «Сент-Трюйден». 30 июля 2023 года в матче против льежского «Стандарда» он дебютировал в Жюпиле лиге. Летом 2024 года продлил контракт с клубом до середины 2027 года. 27 декабря 2024 года в поединке против «Серкль Брюгге» Рейн забил свой первый гол за «Сент-Трюйден».